# Penżyna
Penżyna (ros. Пенжина) – rzeka w azjatyckiej części Rosji, w Kraju Kamczackim; długość 713 km; powierzchnia dorzecza 73 500 km²; średni roczny przepływ przy ujściu 680 m³/s.
Źródła w Górach Kołymskich; płynie w kierunku południowo-zachodnim, w górnym biegu wąską doliną, w środkowym i dolnym po Nizinie Penżyńskiej; uchodzi estuarium do Zatoki Penżyńskiej (Morze Ochockie). Żeglowna w środkowym i dolnym biegu, wykorzystywana do spławu drewna.
Zasilanie śniegowo-deszczowe; zamarza od października do maja-czerwca.